# Agnès Varda
Pour les articles homonymes, voir Varda (homonymie).
Agnès Varda, née Arlette Varda le 30 mai 1928 à Ixelles (Belgique) et morte le 29 mars 2019 à Paris 14e, est une cinéaste, photographe et plasticienne franco-belge.
Proche du mouvement dit « Rive Gauche » contemporain de la Nouvelle Vague, Agnès Varda signe la réalisation de films notables comme La Pointe courte en 1955 et Cléo de 5 à 7 en 1962, qui la rendent célèbre. Sa carrière prend corps au cours des années 1960 et 1970.
Par la suite, sa production est plus ciblée, avec des courts-métrages comme Ulysse en 1984 qui reçoit le César du meilleur court métrage documentaire et Sans toit ni loi en 1985, couronné d'un Lion d'or à la Mostra de Venise.
En souvenir de son compagnon le réalisateur Jacques Demy, elle signe le nostalgique Jacquot de Nantes en 1991. Engagée dans différents combats, elle réalise Les Glaneurs et la Glaneuse en 2000, Deux ans après en 2002, Les Plages d'Agnès en 2008, qui reçoit le César du meilleur film documentaire, puis Visages, villages en 2017.
Par la suite, elle se tourne vers l'expression artistique et les installations d’œuvres spectaculaires et parfois éphémères.
Son œuvre cinématographique est récompensée par un César d'honneur en 2001, par le prix René-Clair de l'Académie française en 2002, par un Léopard d'honneur au Festival de Locarno 2014, par une Palme d'honneur au Festival de Cannes 2015, par un Oscar d'honneur reçu en 2017 et par la Caméra de la Berlinale en 2019.

## Biographie

### Enfance et adolescence
Agnès Varda naît Arlette Varda le 30 mai 1928 à Ixelles, commune voisine de Bruxelles (Belgique), d'un père grec, Eugène Varda, et d'une mère française, Christiane Pasquet.
Elle y grandit rue de l'Aurore, avec ses quatre frères et sœurs, Lucien et Hélène ses aînés, Jean et Sylvie ses cadets.
À cause de la guerre, sa famille fuit la Belgique le 10 mai 1940.
Elle s'installe d'abord à Sète, sur un bateau amarré au port à quai, qu'elle reconstituera le temps de quelques plans dans Les Plages d'Agnès. Dans ce film autobiographique, elle affirme avoir été prénommée Arlette en hommage à la ville d'Arles, commune où elle aurait été conçue. Afin de rendre hommage aux origines grecques de son père, elle décide d'adopter le prénom d’Agnès à l'âge de 18 ans, choix validé par un tribunal. Durant sa jeunesse elle fait partie comme « éclaireuse », de la FFE de Sète.
Après l'arrivée des Allemands en zone libre à partir du 11 novembre 1942, sa famille fuit la ville de Sète en 1943 et s’installe dans Paris occupé, dans un immeuble du 7ème arrondissement, au 13, boulevard Raspail.
La jeune fille y passe son baccalauréat. De 1944 à 1947, elle suit les cours à l'École du Louvre. En 1947, âgée de 19 ans, elle fugue pendant trois mois, par volonté d'indépendance. Préparant longuement et méticuleusement son coup, elle affirme avoir fui en voyageant par train jusqu'à Marseille puis en bateau jusqu'en Corse et avoir travaillé sur des bateaux de pêche.
Son père offre à chacun de ses enfants un appartement parisien. Agnès choisit un atelier sis au 86, rue Daguerre, où elle commence sa carrière.

### Études et travail de photographe
À l'issue de cette fugue, elle rejoint Paris et suit des études à l'École technique de photographie et de cinématographie de l'École Vaugirard.
Après l'obtention de son CAP de photographe en 1949, elle se met à son compte et devient photographe professionnelle indépendante.
En 1951, elle achète deux boutiques délabrées situées au 86, rue Daguerre dans le 14e arrondissement de Paris, que son père qualifie d'écuries. Elle y installe son atelier-laboratoire de photographie. Parmi d'autres clients, Agnès Varda collabore avec les Galeries Lafayette sur un stand installé dans le magasin parisien, en photographiant jusqu'à 400 enfants chaque jour, ainsi qu'avec la Société nationale des chemins de fer français pour réaliser des clichés promotionnels de gares et équipements roulants.
En 1948, le metteur en scène Jean Vilar – dont elle connaît l'épouse, Andrée, depuis son adolescence sétoise – lui offre un emploi de photographe au Festival d'Avignon puis au Théâtre national populaire, qu'il dirige à partir de 1951. Parmi cette troupe, elle fait la connaissance du comédien Antoine Bourseiller, avec lequel elle noue une relation éphémère.
Le 28 mai 1958, Agnès Varda donne naissance à leur fille, Rosalie Varda, laquelle va devenir costumière de cinéma. Souhaitant élever son enfant seule, Agnès Varda profite d'un déplacement professionnel du père pour faire enregistrer son enfant « né de père inconnu » dans les registres d'état civil de la Mairie du 14e. Agnès Varda élève d'abord sa fille seule quelques années avant de vivre avec Jacques Demy.
À cette époque, elle compte parmi ses voisins et modèles les artistes Alexander Calder, Brassaï, Simon Hantaï, etc.

### Débuts au cinéma

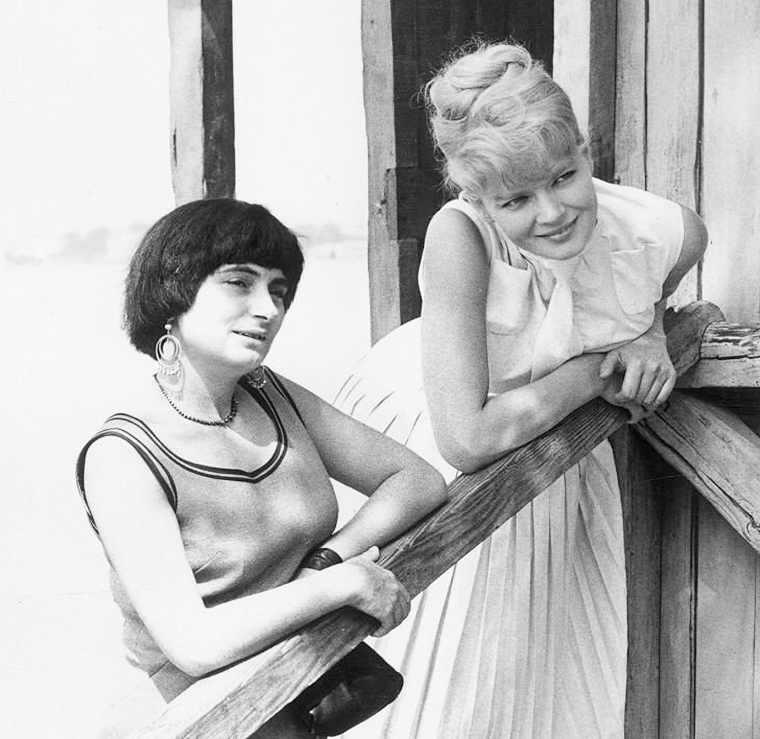
Avec Corinne Marchand en 1962 pour la Mostra de Venise.

Durant l'été 1954, s'inspirant de la structure des Palmiers sauvages de William Faulkner, en fondant sa société Tamaris Film pour l'occasion et en recourant à un financement coopératif, elle parvient à tourner son premier long métrage de fiction, à Sète (Hérault). Le film La Pointe courte est incarné par le duo d'acteurs Philippe Noiret et Silvia Monfort. Ce film marque les critiques et le public. André Bazin le qualifie de « libre et pur », « miraculeux ». Dans le quotidien Le Monde, le critique Jean de Baroncelli prophétise « Le premier son de cloche d'un immense carillon ».
Ce premier long-métrage apporte un nouveau souffle de liberté dans le cinéma français, comme le souligne la Revue belge du cinéma : « Tout le nouveau cinéma est en germe dans La Pointe courte — film d'amateur, tourné en 35 mm, avec des moyens de fortune, hors du circuit économique traditionnel. […] Chronique néo-réaliste d'un village de pêcheurs et dialogues d'un couple qui fait le point. Toutes les caractéristiques de la jeune école du cinéma se trouvent réunies dans La Pointe courte et Alain Resnais, qui en fut le monteur, n'a jamais caché l'influence que ce film a eue sur lui. »

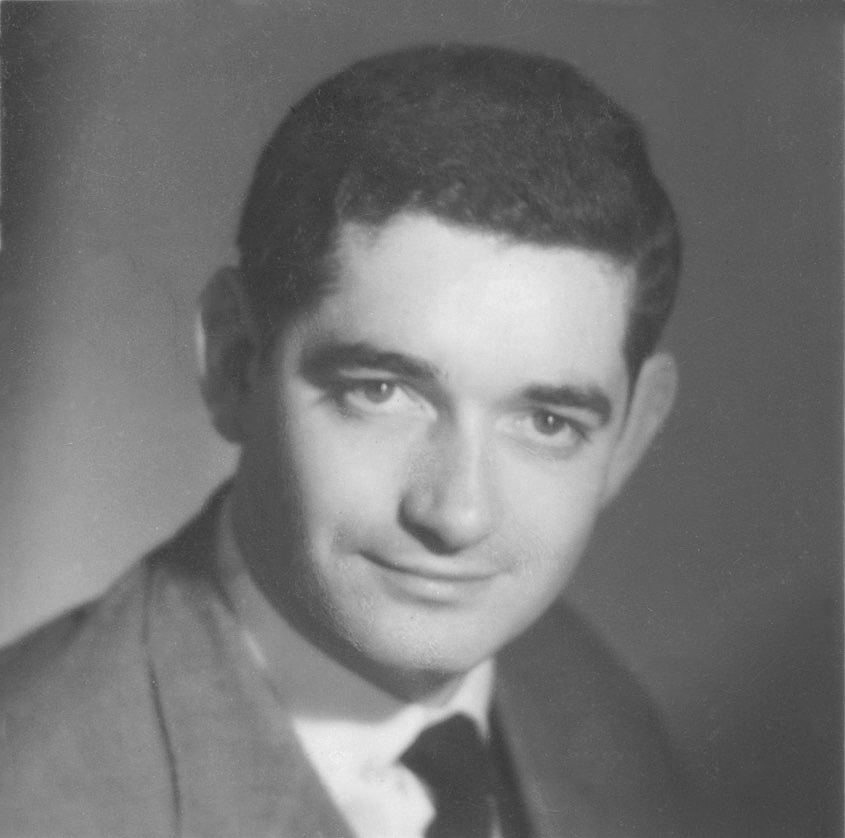
Son compagnon le réalisateur Jacques Demy en 1956.

Varda rencontre le réalisateur et son futur époux Jacques Demy, au Festival de Tours en 1958. L'année suivante, Demy s'installe chez elle, rue Daguerre. Ils mettent au monde Mathieu Demy, né le 15 octobre 1972.
Durant cette période, Jacques Demy adopte légalement Rosalie Varda. Dans le film Les Plages d'Agnès (2008), la réalisatrice révèle qu'elle a quatre petits-fils : les enfants de Rosalie, Valentin, Augustin et Corentin, ainsi que Constantin, fils de Mathieu, lequel aura ultérieurement une fille, prénommée Alice, de son union avec Joséphine Wister Faure.

### Révélation
En 1961, elle réalise Cléo de 5 à 7, film retraçant une heure et demie de la vie de la belle Cléo, chanteuse à la mode incarnée par Corinne Marchand. Le 21 juin 1961 entre 17 h et 18 h 30, Cléo erre dans Paris. Craignant d'être atteinte d'un cancer, elle recherche le soutien de son entourage, en attendant de connaître ses résultats d'analyses médicales.
Le film est sélectionné en compétition officielle au Festival de Cannes et à la Mostra de Venise. Il remporte le prix Méliès et le prix Fipresci en 1963. Il marque aussi l'entrée d'Agnès Varda dans le courant de la Nouvelle Vague qu'elle a déjà inauguré avec La Pointe courte.

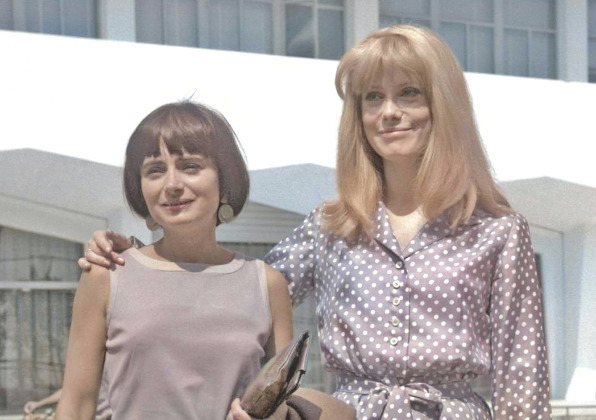
Avec Catherine Deneuve pour présenter Les Créatures au Festival de Venise en septembre 1966.

En 1964, Varda se lance dans la réalisation du film Le Bonheur, son premier long-métrage en couleurs, suivi par Les Créatures en 1966. Dans les années 1960, ses productions artistiques originales font d'elle l'une des premières représentantes du « jeune cinéma » français. En marge de la Nouvelle Vague, les médias évoquent plutôt à son sujet, comme pour Jacques Demy, Chris Marker ou Alain Resnais, un « cinéma de la Rive gauche », afin de marquer une différence sociologique car ces cinéastes habitent du côté la Seine considéré comme plus intellectuel et surtout marqué politiquement à Gauche.

### Les États-Unis
Agnès Varda séjourne deux fois aux États-Unis. Entre 1968 et 1970, elle accompagne Jacques Demy à Los Angeles et réalise un film hippie hollywoodien intitulé Lions Love. Elle signe également plusieurs courts documentaires, dont Black Panthers en 1968.
Lors de ce premier voyage, elle fait connaissance de Jim Morrison, chanteur du groupe The Doors qui a lui-même obtenu un diplôme en cinématographie à l'UCLA en 1965. Elle fait partie des rares personnes à l'avoir vu mort chez lui et à avoir assisté à son enterrement, au cimetière du Père-Lachaise.
Elle rencontre également le jeune acteur débutant Harrison Ford, repéré par Jacques Demy pour jouer dans Model Shop mais refusé par des producteurs qui estiment que le futur interprète d'Han Solo et d'Indiana Jones « n'a aucun avenir dans la profession ».
Après sa séparation avec Jacques Demy, elle retourne à Los Angeles entre 1979 et 1981. Sur place, elle réalise un documentaire sur les peintures murales des habitants chicanos, Mur murs, et une fiction inspirée de sa vie quotidienne à Venice, Documenteur, dans laquelle elle fait jouer son fils Mathieu Demy.

### Consécration et œuvres engagées

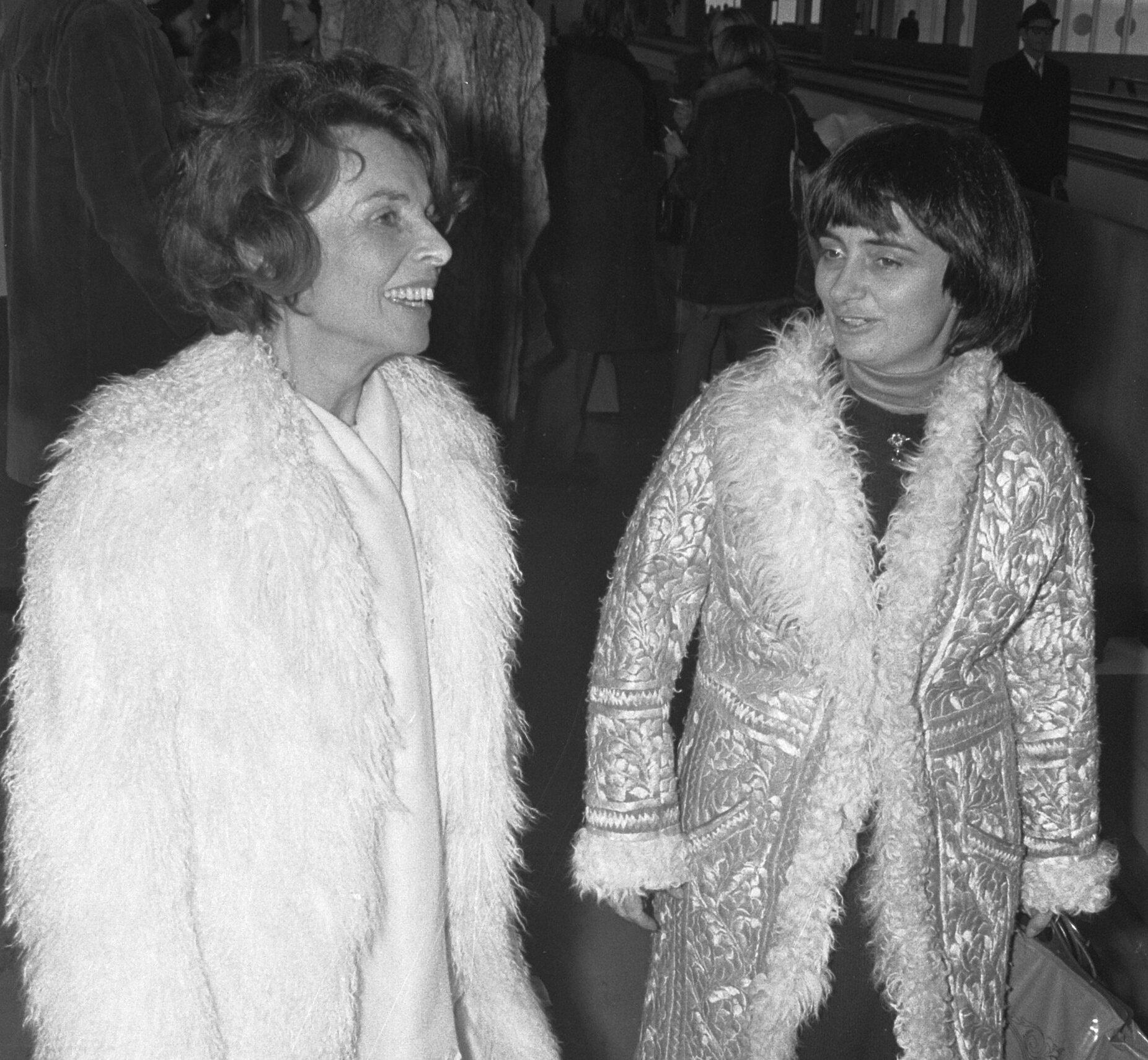
Avec la productrice Mag Bodard en février 1972 aux Pays-Bas.

En 1972, elle ambitionne de réaliser un film très militant consacré aux conditions des femmes, intitulé Mon corps est à moi, avec Delphine Seyrig pour le rôle principal. Ces deux féministes engagées ont signé l'année précédente le manifeste des 343. Ce projet ne voit pas le jour mais cette idée se concrétise cependant dans son film féministe et optimiste L'une chante, l'autre pas, sorti en 1977. Elle y aborde notamment la lutte pour le droit à l'avortement en relatant le combat de plusieurs femmes pour avoir des enfants désirés. Enceinte de son fils Mathieu, elle manifeste pour le droit à l'IVG en 1972, un an après avoir signé le manifeste des 343 et confie dans Les Plages d'Agnès qu'elle a prêté par deux fois sa maison pour des avortements clandestins.
En 1983, elle fait partie du jury des longs métrages du 40e Festival de Venise.
En 1985, son film Sans toit ni loi met en vedette Sandrine Bonnaire et lui vaut le Lion d'or à la Mostra de Venise 1985. Ce long-métrage représente son plus grand succès en salles.
En 1987, elle filme les états d'âme de l'actrice et chanteuse Jane Birkin, laquelle, venant de franchir la barre des 40 ans, vit de douloureux moments professionnels et intimes. Varda en tire deux œuvres de fiction, les films Jane B. par Agnès V. et Kung-Fu Master.

### Les années 1990 et la trilogie Jacques Demy
À la fin des années 1980, se sachant atteint du sida, Jacques Demy rédige ses souvenirs d'enfance, intitulés Une enfance heureuse (inédit). Agnès Varda lui suggère d'en faire un film, ce à quoi Demy lui répond de s'en occuper elle-même. Elle écrit alors le scénario de Jacquot de Nantes, docu-fiction retraçant l'enfance de son époux. Le film se déroule en trois temps simultanés : la reconstitution en noir et blanc de l'enfance de Jacquot, la réutilisation de scènes des films de Demy et plusieurs plans sur le cinéaste, alors en fin de vie.
Le tournage s'organise de façon à permettre la présence de Jacques Demy, dont la santé s'affaiblit. Plusieurs membres de sa famille, dont son frère et sa mère, viennent également assister à certaines prises. Le dernier plan est tourné le 17 octobre 1990, dix jours avant le décès de Jacques Demy qui s'éteint à son domicile, le 27 octobre 1990.
Après la mort de Jacques Demy, Agnès Varda rend hommage à sa carrière en réalisant deux autres films documentaires : Les demoiselles ont eu 25 ans et L'Univers de Jacques Demy. Avec sa société de productions Ciné-Tamaris, elle se lance également dans le rachat des droits producteurs et la restauration de l'intégralité des films de Jacques Demy puis fait répertorier ses archives. Une décennie plus tard, elle supervise leur sortie en vidéo et les coffrets DVD sous le titre Demy tout entier.
En 1994, pour célébrer le 40e anniversaire du tournage de son premier film, La Pointe courte, elle publie son autobiographie en forme de kaléidoscope, sous le titre Varda par Agnès (Éditions Cahiers du cinéma), accompagnée d'une filmographie détaillée de Bernard Bastide.
En 1995, pour le centième anniversaire du cinéma, avec l'appui de l'Association Premier Siècle de cinéma et l'aide de nombreuses vedettes (parmi lesquelles Michel Piccoli, Robert De Niro, Marcello Mastroianni, Julie Gayet, Catherine Deneuve ou encore Alain Delon), elle signe Les Cent et Une Nuits de Simon Cinéma, fantaisie faite de clins d'œil et de références au septième art mais qui n'obtient pas le succès commercial attendu. Du propre aveu de la cinéaste, « le film a fait plouf ».

### Retour en force dans les années 2000

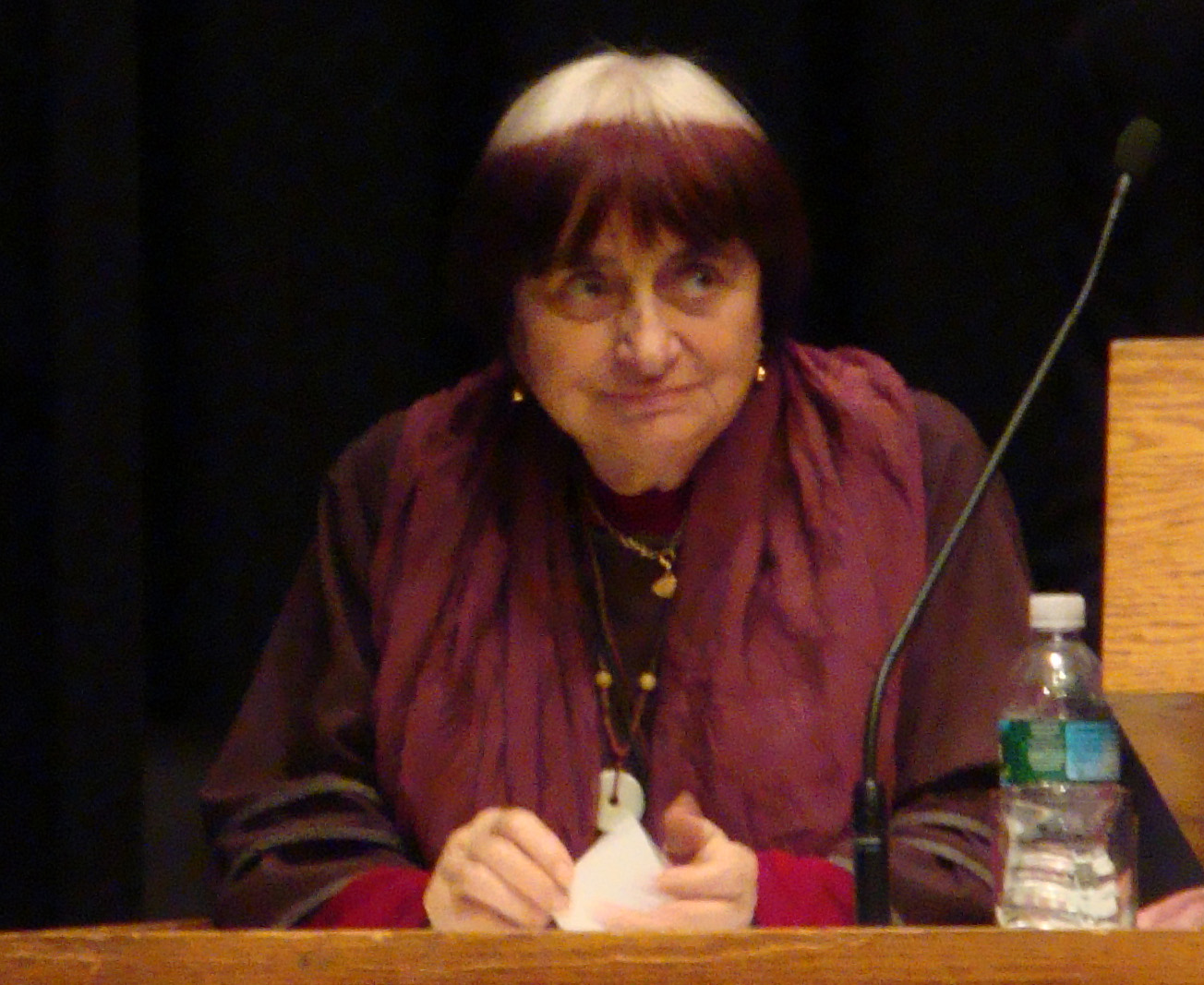
Agnès Varda au Harvard Film Archive en mars 2009.

Après cet échec, elle s'éloigne du cinéma durant quelques années. Elle revient en salle avec son film Les Glaneurs et la Glaneuse (2000), inspiré par un homme mangeant du persil qu'elle a vu glaner dans les restes d'un marché. Elle raconte l'histoire du glanage, depuis les peintures de Jean-François Millet jusqu'à ce qu'elle appelle le « glanage de rue », revenant notamment sur la législation française à ce sujet.
Cette démarche représente pour la cinéaste l'occasion de capter les premières traces de sa propre vieillesse. Elle filme notamment ses cheveux grisonnants, qu'elle coiffe face caméra, et ses mains tachées essayant de capturer l'image furtive des camions qui roulent sur l'autoroute.
Ce film est également motivé par la volonté de tester son dernier investissement, une caméra numérique légère et compacte qui lui permet de réaliser seule ce documentaire à moindres frais et d'être ainsi au plus près de ceux qu'elle filme. Elle adopte définitivement cette technique et s'intéresse au montage de ses propres films jusqu'alors confié à des monteurs professionnels, comme Alain Resnais ou Sabine Mamou.
Le film est bien accueilli par les critiques et un certain public. Agnès Varda lui donne une suite, deux ans plus tard, sous le titre Deux ans après, documentaire pour lequel elle retrouve plusieurs protagonistes des Glaneurs. Ceux-ci expriment comment leur vie s'est déroulée ainsi que leur avis sur le premier film.
En 2004, elle réalise le court-métrage documentaire Ydessa, les ours et etc. puis, l'année suivante, elle signe La rue Daguerre en 2005, film qui fait suite 30 ans plus tard, à Daguerréotypes. En 2005, elle expose avec Michelangelo Pistoletto et Éric Sandillon.

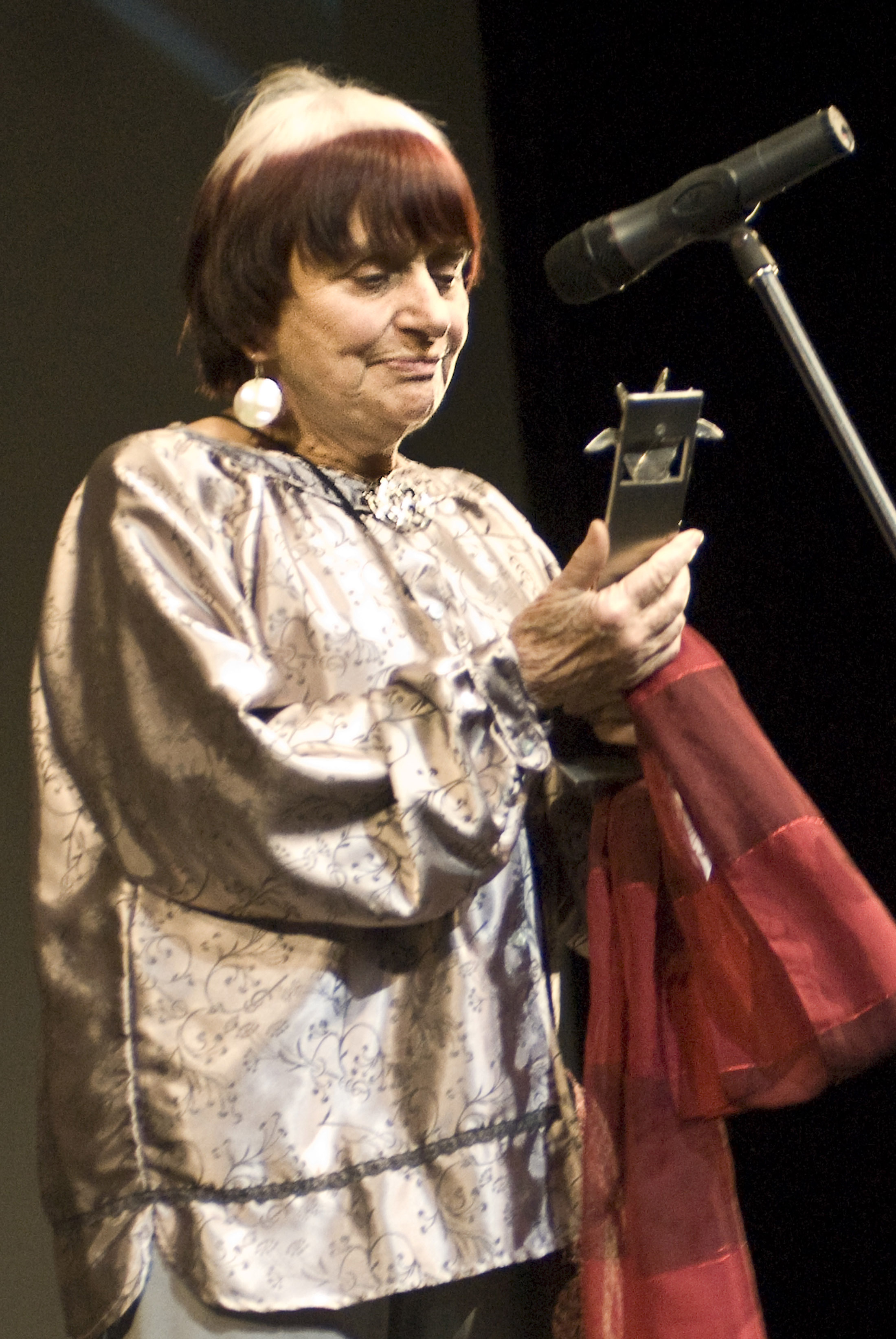
Agnès Varda en 2010 au festival international du film de Guadalajara.

À l'approche de ses 80 ans, Agnès Varda ressent le besoin de produire une nouvelle œuvre pour franchir ce cap. Ainsi, elle réalise Les Plages d'Agnès, son autobiographie filmée, dans laquelle elle retrace sa vie personnelle et artistique, à travers notamment celle des autres. Le titre provient d'un constat, établi dès l'ouverture du film : « Si on ouvrait les gens, on trouverait des paysages. Moi, si on m'ouvrait, on trouverait des plages. »
Le film est un grand succès et il est récompensé du César du meilleur film documentaire de 2009.
En 2011, reprenant la lignée des Plages d'Agnès, elle réalise une série en six épisodes, Agnès de ci de là Varda, diffusée sur Arte. Elle décrit dans ces films ses différents voyages à travers le monde pour présenter ses œuvres et elle revient sur ses amis artistes, parmi lesquels Chris Marker et Manoel de Oliveira.
En parallèle, elle réalise les multiples suppléments pour la sortie du DVD de collection Cléo de 5 à 7 et Daguerréotypes et supervise la restauration de ses films, lesquels sont progressivement édités en vidéo et coffrets.

### Carrière deVisual Artist

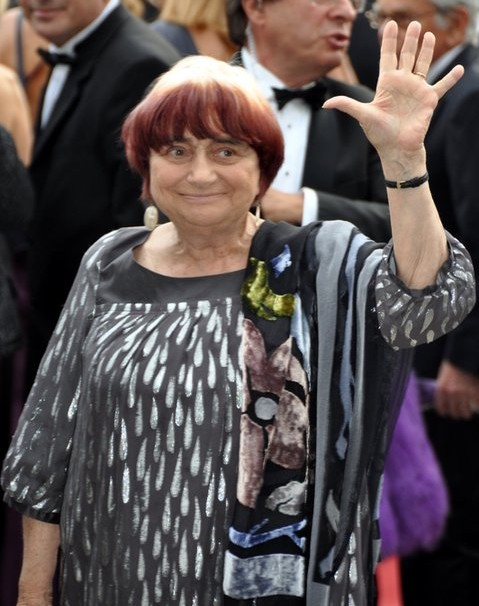
Agnès Varda au festival de Cannes 2011.

En 2003, à l'invitation de la Biennale de Venise, elle organise une installation autour de la pomme de terre : trois écrans géants affichent des films de patates germées et au sol, à leurs pieds, 700 kg de vraies pommes de terre sont disposées. Pour attirer les visiteurs vers son travail, Agnès Varda se promène dans les allées, déguisée en « patate sonore », vêtue d'un costume de pommes de terre où sont fixés plusieurs haut-parleurs qui énumèrent les différentes variétés de pomme de terre. L'installation est saluée par la critique.
Ayant fait son entrée dans le domaine de l'art plastique à 75 ans, elle se définit comme « vieille cinéaste, jeune plasticienne ».
En 2006, elle est invitée à investir la Fondation Cartier pour l'art contemporain dans une exposition qu'elle intitule L'Île et Elle, autour de l'île de Noirmoutier. L'exposition se compose de différentes installations. Le Passage du Gois comporte notamment une barrière qui ne s'ouvre qu'aux heures de la marée et un rideau de plastique que le visiteur traverse. On découvre aussi La Grande Carte Postale, de Souvenirs de Noirmoutier, du Tombeau de Zgougou, film projeté au sol sur du sable, présentant la tombe de sa chatte Zgougou, recouverte de coquillages. Le Ping Pong Tong et Camping rend hommage aux objets en plastique que l'on utilise sur une plage et à leurs couleurs vives ou passées. Elle installe également sa première « Cabane », élaborée à partir du film Les Créatures. Ce film ayant été un échec commercial, elle surnomme cette œuvre Ma cabane de l'échec. L'installation Les Veuves de Noirmoutier est également exposée, pour la seconde fois depuis 2005.
En 2007, en hommage à Jean Vilar, elle expose ses photos du festival d'Avignon à la Chapelle Saint-Charles, où certaines figurent dans un format géant.
En 2014, le LACMA lui donne carte blanche pour une installation intitulée Agnès Varda in Californialand.
En 2018, elle installe sa troisième cabane, intitulée La Serre du Bonheur, à la galerie Galerie Nathalie Obadia. La cabane est cette fois constituée de la pellicule complète de son film Le Bonheur, de planches de bois et de faux tournesols. Sont également exposés un agrandissement de 27 photogrammes du film, la maquette de la cabane réalisée en pellicule Super-8 et une arche composée de boîtes de fer ayant servi pour entreposer les films d'Agnès Varda et de Jacques Demy.
Sa dernière exposition se tient au domaine Chaumont, où elle expose trois œuvres : la Serre du Bonheur (2018), Trois pièces sur cour et L'arbre de Nini (2019). Le vernissage a lieu le 30 mars 2019, soit quelques heures après l'annonce de sa mort.

### Reconnaissance de la profession

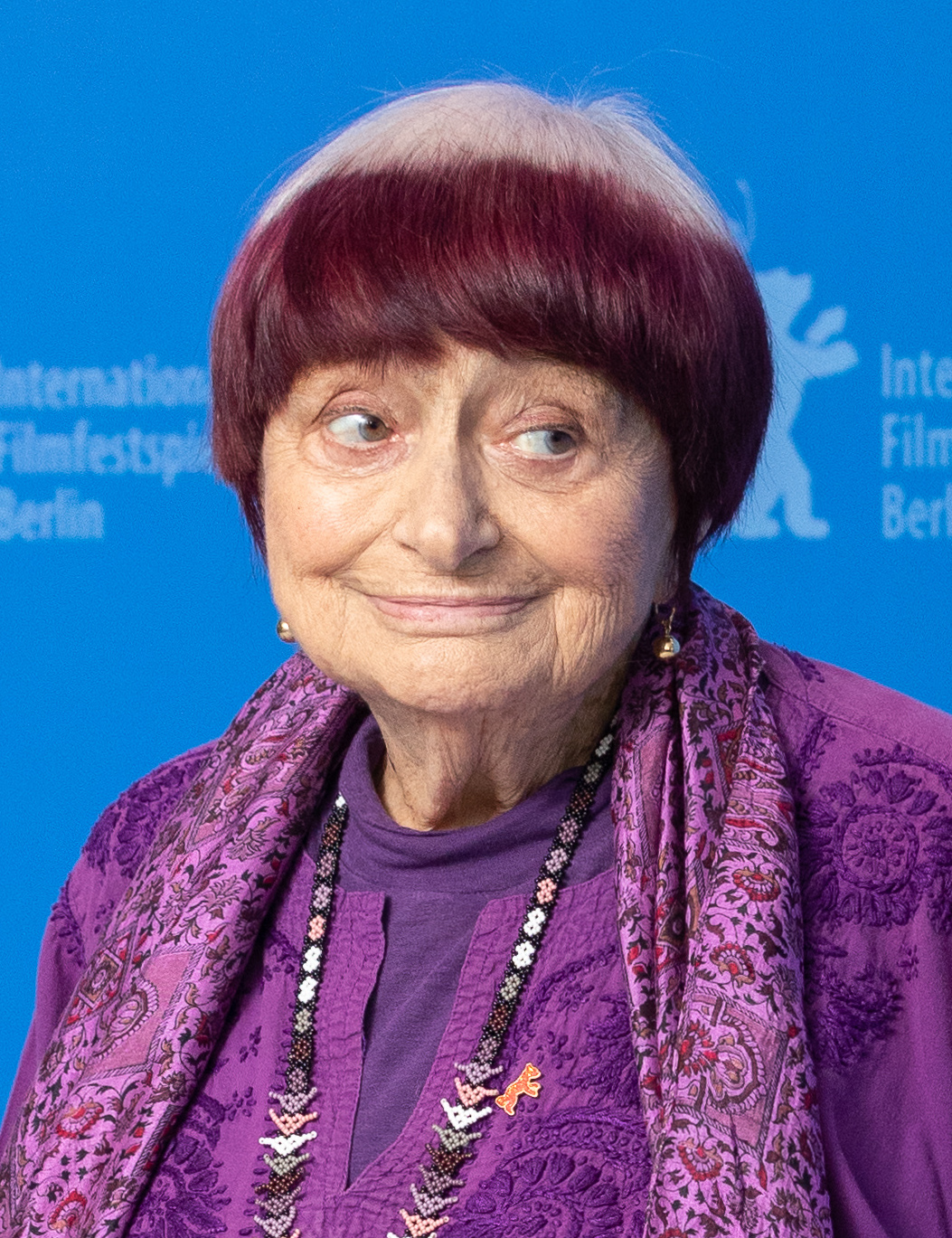
Agnès Varda lors de la Berlinale 2019.

En 2005, elle fait partie du jury des longs métrages au Festival de Cannes 2005 et la Cinémathèque québécoise lui rend hommage par une rétrospective filmographique et une exposition photographique.
Le 2 février 2009, elle reçoit le prix Henri-Langlois d'honneur pour l'ensemble de sa carrière, à l'occasion des Rencontres internationales du cinéma de patrimoine et de films restaurés de Vincennes.
Lors du Festival de Cannes 2013, elle est présidente du jury de la Caméra d'or.
En 2014, lors du 67e Festival international du film de Locarno, elle reçoit le Léopard d'honneur.
En 2015, la palme d'honneur du Festival de Cannes lui est décernée. Elle la reçoit comme un prix de « résistance et d'endurance », dit-elle dans son discours.
En 2016, le musée de sa commune de naissance à Ixelles organise une exposition en son honneur.
En novembre 2017, elle obtient un Oscar d'honneur pour l'ensemble de sa carrière, remis par l'actrice, productrice et réalisatrice Angelina Jolie.

### Dernières œuvres
En juin 2015, elle élabore avec le photographe JR un projet qui soulève la polémique. Intitulé AV et JR deux artistes en goguette, il engendre incompréhension et critiques acerbes car, porté par des artistes reconnus, il fait appel à la générosité publique par le biais de la plateforme de financement participatif KissKissBankBank — type de financement habituellement réservé au lancement de nouveaux artistes. Les médias qualifient le projet et sa démarche au mieux de candides et maladroits, au pire de condescendants et démagogiques,.
Toutefois, le financement participatif remporte un certain succès et le projet débouche finalement sur le long-métrage documentaire Visages, villages, qui reçoit L'Œil d'or (prix du documentaire) au festival de Cannes 2017 puis rencontre un accueil favorable à la fois critique et public lors de sa sortie au début de l'été de la même année. Le film est également nommé pour le César du meilleur film documentaire, ainsi que pour l'Oscar du meilleur documentaire, en 2018. Agnès Varda ne pouvant se déplacer cette année-là jusqu'au Beverly Hilton de Los Angeles en raison d'un impératif qui la retenait à Paris, elle fait parvenir une figurine de carton grandeur nature d'elle-même. Cette image, qui voyage en cabine et non en soute, pose pour les photographes de presse avec les autres personnalités (dont Meryl Streep et Steven Spielberg) nommées aux Oscars, à l'occasion du repas qui précède la cérémonie,.
Lors du festival de Cannes de 2018, quelques mois après l’affaire Weinstein et avec l’apparition du hashtag #MeToo, 82 femmes du cinéma montent ensemble les marches du Festival, menées par Cate Blanchett, présidente du jury, et Agnès Varda, membre du jury.
Elles lisent publiquement un appel à « organiser activement la parité et la transparence dans les instances de décision » et à « l’équité et la réelle diversité » dans leur milieu professionnel,,.
Le 18 mars 2019, Arte diffuse son dernier long-métrage, Varda par Agnès, divisé en deux films d'une heure chacun. Ces documents sont élaborés à partir des masterclass — qu'elle préfère appeler « causeries » — qu'elle a produites au cours de ses dernières années, notamment au festival Premiers Plans à Angers. La cinéaste revient en détail sur sa filmographie et apporte un témoignage sur chacun de ses films.

### Maladie, mort et hommages
Elle meurt à son domicile rue Daguerre à Paris, à l'âge de 90 ans, dans la nuit du 28 au 29 mars 2019, des suites d'un cancer.
De nombreuses personnalités réagissent à son décès en saluant son travail, parmi lesquelles Ava Duvernay ou encore Martin Scorsese,.
Le 2 avril à 11 heures, un hommage public lui est rendu à la Cinémathèque française, laquelle a organisé une rétrospective complète de ses films en sa présence deux mois auparavant, en présence de sa famille et de ses proches. On note parmi les nombreuses personnalités Catherine Deneuve, Sandrine Bonnaire qui a incarné Mona dans Sans toit ni loi, Dany Boon qui a participé à la production de Varda par Agnès, JR avec lequel elle a co-réalisé Visages, villages. Au total, près de 650 personnes y assistent. Une salle d'étude de l'Ecole du Louvre dont elle fut élève porte désormais son nom, ainsi qu'une école parisienne, 46 rue Boulard.
Elle est inhumée le même jour dans la 9e division du cimetière du Montparnasse (14e arrondissement de Paris), auprès de son époux Jacques Demy.

## Filmographie

### Longs métrages de fiction
- 1955 : La Pointe courte
- 1962 : Cléo de 5 à 7
- 1965 : Le Bonheur
- 1966 : Les Créatures
- 1969 : Lions Love
- 1977 : L'une chante, l'autre pas
- 1981 : Documenteur
- 1985 : Sans toit ni loi
- 1988 : Kung-fu Master
- 1988 : Jane B. par Agnès V.
- 1991 : Jacquot de Nantes
- 1995 : Les Cent et Une Nuits de Simon Cinéma

### Longs métrages documentaires
- 1967 : Loin du Vietnam (film collectif avec Chris Marker, Jean-Luc Godard, Alain Resnais, Joris Ivens, William Klein, Claude Lelouch)
- 1981 : Mur murs
- 1993 : Les demoiselles ont eu 25 ans
- 1995 : L'Univers de Jacques Demy
- 2000 : Les Glaneurs et la Glaneuse
- 2002 : Deux ans après
- 2004 : Cinévardaphoto
- 2005 : Quelques veuves de Noirmoutier
- 2008 : Les Plages d'Agnès
- 2017 : Visages, villages (coréalisé avec JR) est sélectionné au Festival de Cannes 2017 (hors compétition) et est nommé pour le César du meilleur film documentaire et l'Oscar du meilleur film documentaire en 2018.
- 2019 : Varda par Agnès (coréalisé avec  Didier Rouget)

### Courts et moyens métrages documentaires
- 1957 : Ô saisons, ô châteaux
- 1958 : Du côté de la côte
- 1958 : La Cocotte d'Azur
- 1963 : Salut les Cubains
- 1966 : Elsa la rose
- 1967 : Oncle Yanco
- 1968 : Black Panthers
- 1975 : Daguerréotypes
- 1975 : Réponses de femmes
- 1982 : Une minute pour une image
- 1982 : Ulysse
- 1984 : Les Dites cariatides
- 1986 : T'as de beaux escaliers, tu sais
- 1999 : Hommage à Zgougou
- 2004 : Ydessa, les ours et etc.
- 2005 : La Rue Daguerre en 2005 (supplément DVD aux Daguerréotypes)
- 2008 : La Petite Histoire de Gwen la bretonne
- 2012 : Deux artistes de rue à Paris (sur Miss.Tic et Jérôme Mesnager)

### Courts et moyens métrages de fiction
- 1958 : L'Opéra-Mouffe
- 1961 : Les Fiancés du pont Mac Donald ou (Méfiez-vous des lunettes noires)
- 1976 : Plaisir d'amour en Iran
- 1984 : 7 p., cuis., s. de b., … à saisir
- 1985 : Histoire d'une vieille dame
- 2003 : Le Lion volatil
- 2004 : Der Viennale '04-Trailer
- 2015 : Les 3 boutons

### Télévision
- 1970 : Nausicaa, téléfilm
- 1975 : Daguerréotypes, téléfilm documentaire commandé par la ZDF en coproduction avec l'INA (diffusé en 1976 à la télévision française par TF1)
- 1983 : Une minute pour une image, série
- 2011 : Agnès de ci de là Varda, mini-série documentaire télévisée, durée 225 minutes (5 épisodes de 45 minutes)

### Autres
- 1965 : Christmas Carol : « Dix minutes ont été tournées avec Gérard Depardieu débutant… Ça aurait été un film sur la jeunesse d'avant 68, mais je n'ai pas eu l'avance et le distributeur a renoncé » (propos d'Agnès Varda dans Positif no 253, avril 1982)
- 18 janvier 2007 : installation au Panthéon de Paris pour la cérémonie de la pose d'une plaque à la mémoire des Justes parmi les nations de France ; deux films inédits sur quatre écrans et quelque trois cents portraits de Justes.
- 11 octobre 2023 à janvier 2024 : exposition « Viva Varda ! » à la Cinémathèque française. Varda, une femme cinéaste : « Agnès Varda est souvent présentée comme une femme libre qui n'a jamais cessé de se réinventer, guidée par un désir toujours inassouvi d'expérimentations. Une femme cinéaste que le goût pour les autres et l'appétit des rencontres aurait conduit à traverser, à sa guise, les catégories : court et long métrages, fiction et documentaire, argentique et numérique. Comme si sa détermination avait garanti le fait qu'aucun carcan — esthétique, politique, économique — ne contienne sa folle liberté. Il est vrai de dire que Varda était libérée. Dans sa jeunesse et alors que les femmes vivent encore sous l'emprise du Code Napoléon, elle fait des choix de vie conjugaux, sentimentaux et familiaux très modernes : vivant une dizaine d'années en concubinage quand le mariage est une norme à laquelle il est difficile d'échapper, un temps en couple avec une femme (Valentine Schlegel), ou encore choisissant d'élever sa fille sans le père biologique. Dans sa vie professionnelle, Varda a été tout aussi audacieuse. Mais la célébration d'une artiste ayant navigué avec aisance entre les formats et supports — le cinéma, mais aussi la photographie et l'art contemporain — peut avoir tendance à effacer les renoncements que ses partis pris lui ont coûtés. »[45]

## Photographie
En 1955, Agnès Varda participe au réaménagement intérieur de l'église Saint-Nicolas de Fossé, dans les Ardennes, en réalisant les photographies du chemin de croix et en photographiant l'avancement des travaux conduits par Pierre Székely, Vera Székely et André Borderie. Le chemin de croix a été détruit par des paroissiens rendus furieux par les représentations des artistes.

### Expositions
- novembre 1987 : Agnès Varda, Galerie municipale du Château d'eau, Toulouse.
- 11 novembre 2015 - 1er février 2016 : Varda / Cuba, Centre Pompidou, Paris[47].
- 9 avril - 24 août 2025 : Le Paris d’Agnès Varda, de-ci, de-là, Musée Carnavalet, Paris[48].

## Arts plastiques
« Jeune plasticienne » selon ses propres termes, Agnès Varda propose des cabanes sous forme d'installations.
- 2003 : Patatutopia à la 50e Biennale d’art contemporain de Venise, puis à La Rochelle[49],[50].
- 2006 : L'Île et Elle, Fondation Cartier pour l'art contemporain, Paris, 18 juin 2006–8 octobre 2006[51]
- 2009 : Agnès Varda, Les Cabanes d'Agnès, 2006-2009, Xe Biennale d'art contemporain de Lyon — 16 septembre 2009-3 janvier 2010[52] ; l'une des cabanes est réalisée à partir de bobines de son film Les Créatures (1966)
- 2012 : Y a pas que la mer, Musée Paul Valéry, Sète, 3 décembre 2011 au 22 avril 2012
- 2012 : Dans le cadre du Voyage à Nantes, Agnès Varda présente deux œuvres au Passage Pommeraye : la reconstitution d'un décor du film de Jacques Demy Une chambre en ville, et La chambre occupée, une installation dans un appartement abandonné, qui est le fruit d'un travail sur les squats[53].
- 2013 : Les Bouches-du-Rhône d'Agnès Varda, Galerie d'Art d'Aix-en-Provence[54], 24 janvier au 17 mars 2013
- 2018 : Une cabane de cinéma : la serre du bonheur à Paris du 14 avril au 9 juin 2018[55].

## Distinctions

### Décorations
- Grand officier de la Légion d'honneur (2017)[56]
- Grand-croix de l'ordre national du Mérite (2013)[57]

### Titres honorifiques
- Docteur honoris causa de l'université de Göteborg (2008)
- Docteur honoris causa de l'université de Liège (2010)[58]

### Récompenses

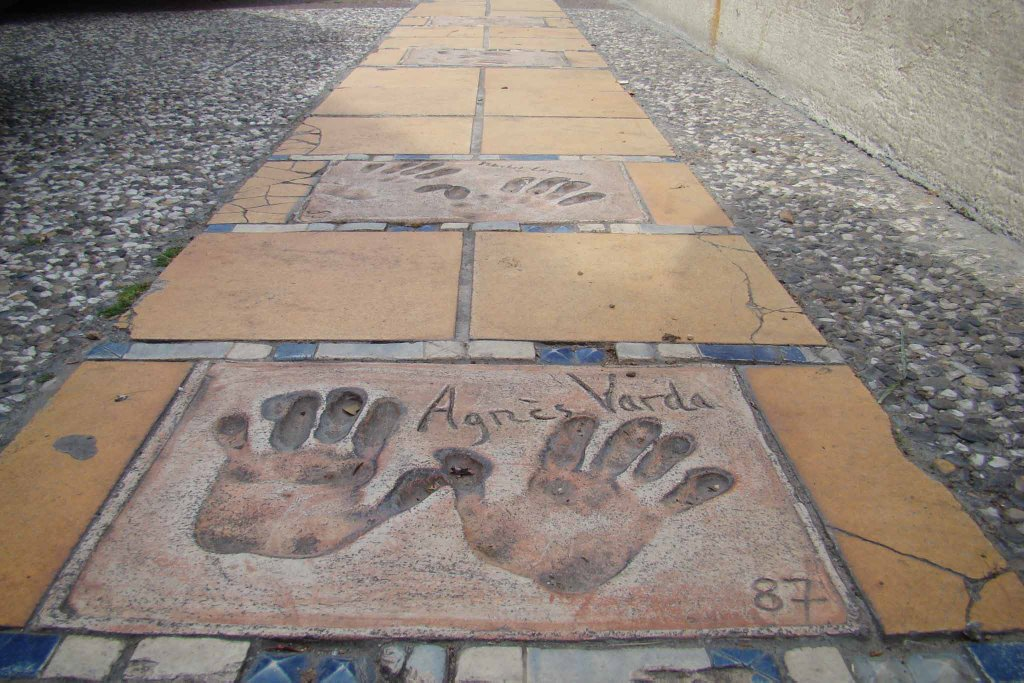
Empreintes d'Agnès Varda à Cannes.

L'Internet Movie Database recense plus de 80 récompenses remises à Agnès Varda. Parmi celles-ci, figurent :
- 1955 : Prix de L'Âge d'or à Bruxelles pour La Pointe courte
- 1955 : Grand Prix du film d'avant-garde de Paris pour La Pointe courte
- 1958 : Prix de la Fédération internationale des ciné-clubs (FICC) à EXPRMNTL pour L'Opéra-Mouffe
- 1964 : Prix Louis-Delluc pour Le Bonheur
- 1965 : Ours d'argent pour Le Bonheur
- 1984 : César du meilleur court métrage documentaire pour Ulysse
- 1985 : Lion d'or pour Sans toit ni loi
- 2001 : César d'honneur
- 2002 : Prix René-Clair, pour l'ensemble de son œuvre
- 2009 : César du meilleur film documentaire pour Les Plages d'Agnès
- 2011 : Prix de l'Académie royale de Belgique
- 2012 : Prix Jean Vigo d'honneur
- 2013 : Prix FIAF, en reconnaissance de son action pour la sauvegarde du patrimoine cinématographique[60]
- 2014 : Léopard d'honneur Swisscom, décerné au festival international du film de Locarno[27]
- 2015 : Palme d'honneur du Festival de Cannes (première femme à recevoir cette distinction, attribuée à un grand réalisateur dont l'œuvre fait autorité dans le monde sans qu'il ait jamais reçu de Palme d'or)[29]
- 2017 : Prix Donostia
- 2017 : L'Œil d'or du Festival de Cannes (prix du documentaire) pour Visages, villages
- 2017 : Oscar d'honneur pour l'ensemble de sa carrière
- 2019 : Caméra de la Berlinale

### Nominations
- César 1977 : meilleur court métrage documentaire pour Réponses de femmes
- César 1986 : meilleur film pour Sans toit ni loi
- César 1986 : meilleur réalisateur pour Sans toit ni loi
- César 2018 : meilleur film documentaire pour Visages, villages
- Oscars 2018 : meilleur film documentaire pour Visages, villages

### Sélection
Festival de Cannes 2019 : l'affiche de la 72e édition rend hommage à la témérité d'Agnès Varda (au sens propre comme au figuré) qu'on voit juchée sur le dos d'un technicien lors d'une prise de vue de son premier long métrage La Pointe courte (graphisme de Flore Maquin).

### Divers

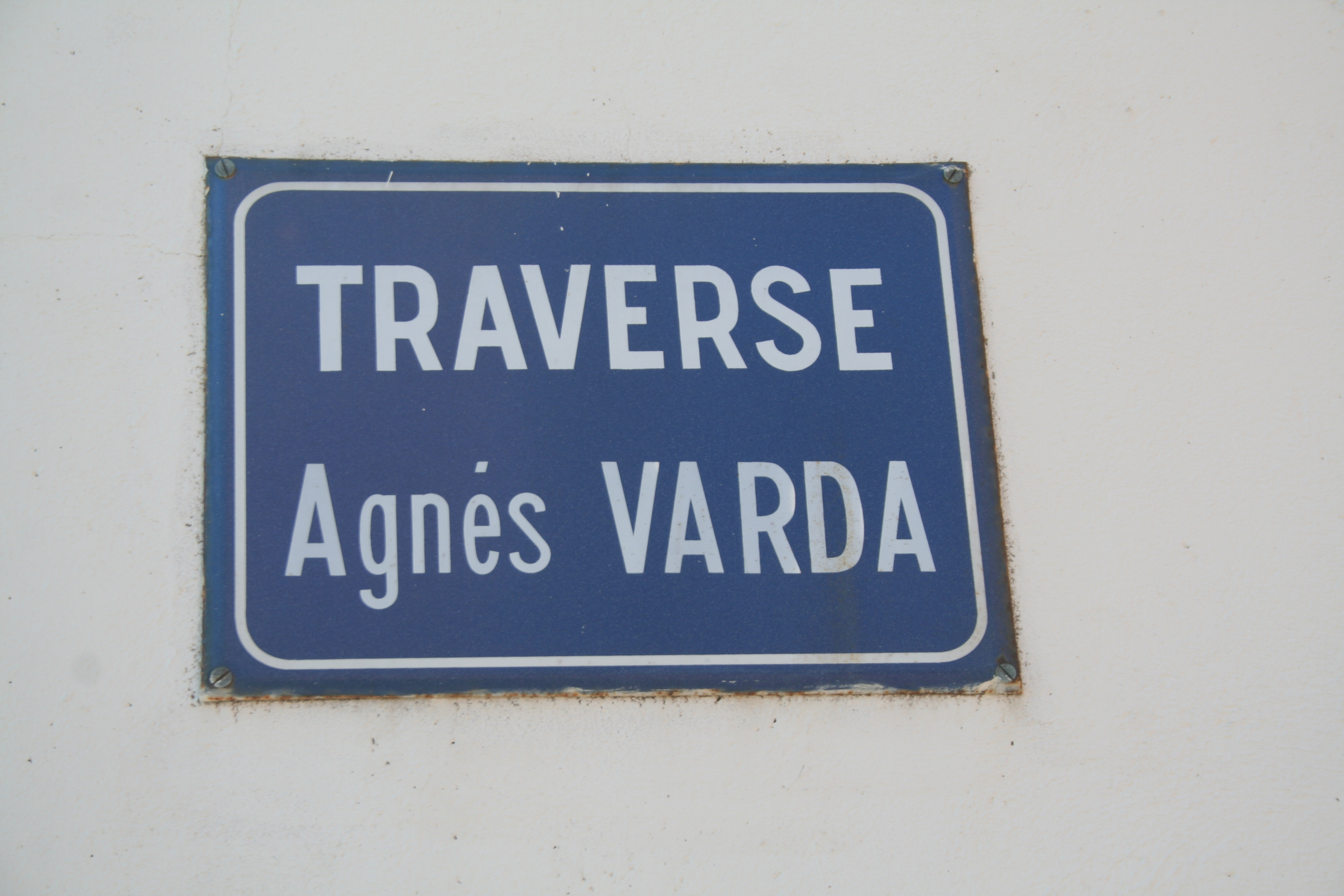
Traverse Agnès-Varda à Sète-La Pointe courte.

Vincent Delerm rend hommage à Agnès Varda dans la chanson Vie Varda de son album Panorama (2019).
Le 13 décembre 2023, Google lui rend hommage avec un « Doodle ».
Plusieurs lieux portent son nom en France :
- des salles de cinéma à La Tranche-sur-Mer en Vendée[64], à Beauvais dans l'Oise[65], à Juvisy-sur-Orge dans l'Essonne et à Joigny dans l'Yonne[66],
- une médiathèque à L'Isle-d'Abeau en Isère[67],
- un collège à Ligné en Loire-Atlantique,
- une traverse (ruelle) dans le quartier de la Pointe courte à Sète dans l'Hérault où elle tourna son premier long métrage, La Pointe courte (1955),
- une école maternelle de Sète[68],
- une crèche à Cherbourg-en-Cotentin[69].
- une école de photographie et de techniques visuelles[70] à Bruxelles en Belgique,
- un amphithéâtre de l'université Clermont-Auvergne[71].
- un amphithéâtre de l'université de Poitiers à la Faculté de Lettres et Langues.
- une salle polyvalente aux Sorinières.
- des rues à Langeais, Chartres-de-Bretagne, Murviel-lès-Montpellier et Lormont ainsi que des allées à Limoges et Gonesse.
- l’espace Agnès Varda, un lieu solidaire à Nantes[72], les bains douches et le restaurant social
- l'école élémentaire du 46, rue Boulard (Paris, 14ème) est nommée Agnès Varda en 2024, une fresque  y a été associée sur le mur de l'école donnant sur la rue Charles-Divry[73],[74],[75].

## Vidéographie
- Tout(e) Varda de Agnès  Varda, Arte Vidéo/Ciné-Tamaris, 21 novembre 2012, 22 DVD PAL, toutes zones, mono et stéréo, audio anglais et français, sous-titres sourds et malentendants (durée environ 50 heures) + album 132 pages + 3 surprises (2 DVD et 1 pochette) [présentation en ligne] Intégrale de ses courts et longs métrages[76].

## Publications
- La Côte d'Azur, d'azur, d'azur, d'azur, collection Lieu-dit, Les Éditions du Temps, 1961.
- Varda par Agnès, Éditions des Cahiers du Cinéma, Paris, 1994  (ISBN 978-2-86642-440-4).
- Les Plages d'Agnès, texte illustré du film d'Agnès Varda, collection Mémoires de César, Éditions de l'Œil, 2010  (ISBN 978-2351370872)
- Détours, de Oaxaca à Tannay, co-écrit avec Luce Vigo et Véronique Godard, Filigranes Editions, 2010.  (ISBN 978-2350461786)

#### Travaux universitaires
- Bernard Bastide, sous la direction de Michel Marie, Genèse et réception de "Cléo de 5 à 7" d'Agnès Varda. Thèse de doctorat en Études cinématographiques et audiovisuelles, Paris 3 Sorbonne Nouvelle, 2006, 387 p.
- Cécilia Beceyro, sous la direction de Dominique Bluher, Les écritures du moi dans "Les Glaneurs et la Glaneuse" d'Agnès Varda. Mémoire de maîtrise en Arts, Rennes 2, 2002, ... p.
- Jeanne Delafosse, sous la direction de François Niney, "Le Point de riz" : fiction et documentaire dans le cinéma d'Agnès Varda. Mémoire de maîtrise en Études cinématographiques et audiovisuelles, Paris 3 Sorbonne Nouvelle, 2002, 161 p.
- Cécilia Girard, sous la direction de Murielle Gagnebin, Représentations cinématographiques du féminin chez Agnès Varda. Mémoire de master I en études cinématographiques et audiovisuelles, Paris 3 Sorbonne Nouvelle, 2008, 140 p.
- Kawthar Grar, sous la direction de Vincent Lavoie, Le médium photographique : un modèle processuel dans l'écriture cinématographique d'Agnès Varda dans le film "Salut les Cubains". Mémoire de maîtrise en étude des arts, Université du Québec à Montréal, 2010, 145 p.
- Guillot-Lefeuvre Alice, sous la direction de Nathalie Mauffrey et Roger-Yves Roche, Le style visuel d'Agnès Varda, étude d'une esthétique colorée. Mémoire de maîtrise en études cinématographiques et audiovisuelles, Université Lumière Lyon 2, 2022, 66 p.
- Natacha Leitao, sous la direction de Michel Marie, Les personnages féminins dans les fictions d'Agnès Varda, 1958-1965. Mémoire de maîtrise en études cinématographiques et audiovisuelles, Paris 3 Sorbonne Nouvelle, 2002, 75 p.
- Masuda Mamiko, sous la direction de Pierre Bayard et de Nadia Setti, Le regard des femmes cinéastes sur la femme dans la société française contemporaine : fonction du discours cinématographique féminin dans les films d'Agnès Varda, Chantal Akerman et Catherine Corsini. Thèse de doctorat en Langues et littératures françaises, Paris 8, 2017, 506 p. Texte intégral en ligne.
- Nathalie Mauffrey, sous la direction de Claude Viot-Murcia, La cinécriture d'Agnès Varda : pictura et poesis. Thèse de doctorat en histoire de l’art et archéologie - Histoire et sémiologie du texte et de l'image, Sorbonne Paris Cité, 2017. Document en pdf et accessible en ligne aux seuls étudiants de Paris 7 – Paris Diderot.
- Shana McGuire, sous la direction de Michael Bishop, Deux perspectives sur le cinéma d'Agnès Varda : les approches cinématographiques et la femme vardienne. Mémoire de maitrise en Arts, Dalhousie University, Halifax, Nova Scotia, 2000, 122 p., texte intégral en ligne.

#### Autres
- (it) Sara Cortellazzo et Michele Marangi, Agnès Varda, Edizioni di Torino, 1990
- Rebecca J. DeRoo, Agnès Varda between Film, Photography, and Art, University of California Press, 2018.  (ISBN 9780520279414)
- Michel Estève et al., Agnès Varda, Paris, Lettres modernes Minard, coll. « Etudes cinématographiques » (no 179-186), 1991 (ISBN 978-2-256-90894-1, OCLC 988546281)
- Bernard Bastide, Agnès Varda (préf.), Les Cent et une nuits, chronique d'un tournage, Pierre Bordas et fils, 1995, 155 p.  (ISBN 978-2863-112656)
- (en) Sandy Flitterman-Lewis, To desire differently: feminism and the French cinema, Columbia University Press, 1997, 379 p.
- (en) Alison Smith, Agnès Varda, Manchester University Press, 1998
- Agnès Varda, revue 303, N°92, 3e trimestre 2006
- Antony Fiant, Roxane Hamery et Eric Thouvenel (dir.), Agnès Varda : le cinéma et au-delà, Rennes, Presses universitaires de Rennes, 2009, présentation en ligne
- Danièle Parra, « Varda, la rock star. Alors que la popularité d'Agnès Varda est au zénith, Arte l'honore par une belle soirée avec deux films et un documentaire inédit sous forme d'autoportrait », Télécâble Sat Hebdo no 1506, SETC, Saint-Cloud, 11 mars 2019, p. 26,  (ISSN 1630-6511)
- Cosima Lutz, « Agnès Varda, une plage se tourne. La cinéaste française, pionnière de la bien nommée nouvelle vague, est décédée le 29 mars. Le quotidien allemand Die Welt rend hommage à une femme engagée et espiègle », Courrier international N°1483, Courrier international S.A., Paris, 4 avril 2019, p. 21,  (ISSN 1154-516X) (article original paru dans Die Welt du 29 mars 2019).
- Catalogue de l'exposition « Viva Varda ! » (2023-2024) à la Cinémathèque française : collectif sous la direction de Florence Tissot, Viva Varda !, Paris, La Martinière Groupe, 2023, 224 p. (ISBN 9791040112174).
- Laure Adler, Agnès Varda, Gallimard, 2023.
- Agnès Varda, Varda par Agnès : la totale, 2 vol., Éditions de La Martinière, 2023.
- Valentin Gleyze, « Valentine Schlegel : De la communauté d'existence à la communauté militante », dans Elvan Zabunyan (dir.), Vaincre le silence : Histoire de l'art et genre, Paris, Éditions de la Sorbonne, coll. « Histo.art » (no 17), 2025, 201 p. (ISBN 979-10-351-1059-8, lire en ligne), p. 71-94.
- Carlos Tejeda, Agnès Varda, Ed. Cátedra, 2025 (ISBN: 978-84-376-4906-1)

### Conférence
- Forum des images : Cléo de 5 à 7 analysé par Philippe Piazzo, vidéo du 24 octobre 2007

#### Notices et bases de données
- Site officiel
- Ressources relatives à l'audiovisuel :   - Africultures
  - AllMovie
  - Allociné
  - American Film Institute
  - British Film Institute
  - César du cinéma
  - Ciné-Ressources
  - Filmportal
  - Film-documentaire.fr
  - Filmweb.pl
  - IMDb
  - Korean Movie Database
  - Oscars du cinéma
  - Unifrance
- Ressources relatives aux beaux-arts :   - Artists of the World Online
  - Delarge
  - Musée national centre d'art Reina Sofía
  - Museum of Modern Art
  - RKDartists
  - Union List of Artist Names
- Ressources relatives à la musique :   - Discogs
  - MusicBrainz
  - Répertoire international des sources musicales
- Ressources relatives à la recherche :   - Académie royale de Belgique
  - Persée
- Ressource relative au spectacle :   - Les Archives du spectacle
- Ressource relative à plusieurs domaines :   - Radio France
- Notices dans des dictionnaires ou encyclopédies généralistes :   - Britannica
  - Brockhaus
  - Den Store Danske Encyklopædi
  - Deutsche Biographie
  - Dictionnaire universel des créatrices
  - Gran Enciclopèdia Catalana
  - Hrvatska Enciklopedija
  - Internetowa encyklopedia PWN
  - Nationalencyklopedin
  - Munzinger
  - Store norske leksikon
  - Treccani
  - Universalis
  - Visuotinė lietuvių enciklopedija
- Notices d'autorité :   - VIAF
  - ISNI
  - BnF (données)
  - IdRef
  - LCCN
  - GND
  - Italie
  - Japon
  - CiNii
  - Espagne
  - Belgique
  - Pays-Bas
  - Pologne
  - Israël
  - NUKAT
  - Catalogne
  - Suède
  - Australie

#### Autres liens
- Site officiel deCiné-Tamaris, société de production et distribution des films d'Agnès Varda et de Jacques Demy
- Archives de l'INA - Agnès Varda
- Vidéo : Agnès Varda en 1965, une archive de la Télévision suisse romande Elle s'exprime sur son film Le Bonheur.
- Entretien avec Agnès Varda et Hugues Dayez [audio]
- Agnès Varda, cinéaste de la vérité des gens
- Varda : l'expérience américaine (1971), sur le site de la revue Jeune Cinéma
- Varda : Les Plages d'Agnès et les installations (2009), sur le site de la revue Jeune Cinéma
- Cléo de 5 à 7 d’Agnès Varda, Claude-Marie Trémois, sur le site de la revue Esprit